# Kazuaki Gomi
Kazuaki Gomi, né en 1911 et mort le 29 janvier 1990, est un astronome amateur japonais, longtemps observateur d'étoiles variables. En 1936, il a découvert la nova CP Lacertae. Bien qu'il y eût plusieurs novas découvertes indépendamment par des observateurs japonais auparavant, celle-ci fut la première dont un observateur japonais fut le premier observateur. L'astéroïde  (7035) Gomi est nommé en son honneur.